# Степановское-Павлищево

Руины дворца Ярошенко весной 2010 года

Степановское-Павлищево — бывшая усадьба дворян Степановых на берегу реки Теча в Юхновском районе Калужской области, в деревне Павлищев Бор.

## История

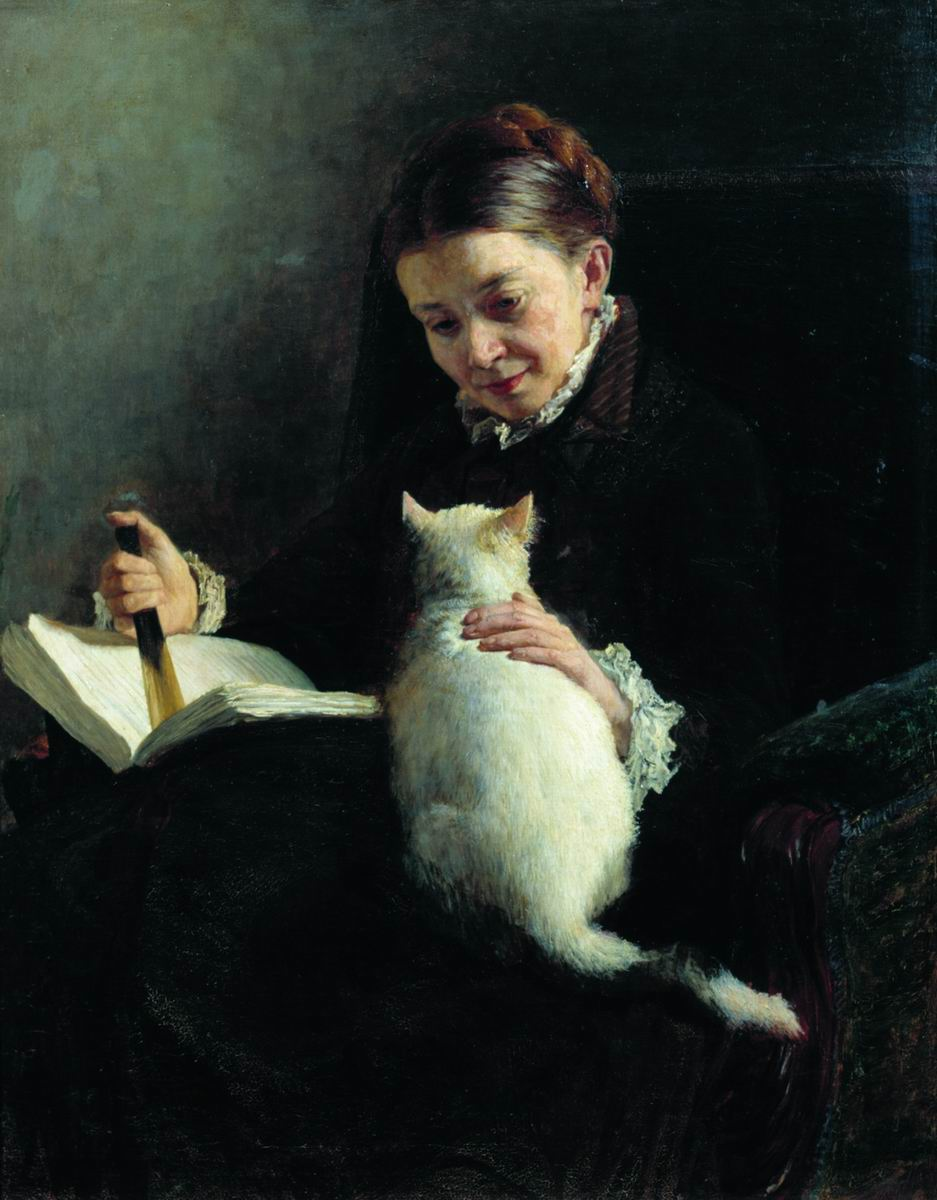
«Елизавета Платоновна была женщиной маленького роста, одевалась очень скромно. Это была женщина образованная, интересовавшаяся философией и много знавшая в этой области».
Н. А. Ярошенко. Дама с кошкой (Е. П. Ярошенко). 1880-е.

История усадьбы Павлищев Бор прослеживается со второй половины 17 века
Первым документом, непосредственно относящимся к усадьбе, является ситуационный план, выполненный в виде наброска, на котором показана река Теча, три моста, переброшенных через неё, и несколько селений по её берегам. Рядом с одним из селений на плане начертано: «село Зубово, Купленное Лопухиною», рядом с другими «Степановское и Павлищево. Ушаковой, 305 душ»
В 1791 году Виктор Степанович Степанов вернул себе одно из имений в Мещовском уезде Калужской губернии. Часть его была им выкуплена у княгини М. Н. Долгоруковой, часть — куплена у Ф. Ф. Ушаковой.
После смерти Виктора Степановича в 1839 году имение Павлищев Бор принадлежит уже его сыну — архангельскому губернатору П. В. Степанову, затем оно по завещанию переходит к его дочери Елизавете Платоновне (1850—после 1915). В первом браке она была замужем за полковником Николаем Петровичем Шлиттером, а после его гибели в 1877 г. вышла замуж за талантливого химика, инженера Василия Александровича Ярошенко (1848—после 1915), брата художника Николая Александровича Ярошенко.
В документах конца XIX — начала XX века усадьба именуется и как Степановское, и как Павлищево. В фамильной переписке оно обычно называлось Степановским.
Существующий ансамбль усадьбы с парком создан окончательно в 1895—1900 гг. на средства Елизаветы Платоновны по проекту Василия Александровича Ярошенко. В настоящее время усадьба включает в себя главный дом, хозяйственные постройки, усадебный парк и въездные ворота с фигурами оленей.

### Описание усадьбы и парка

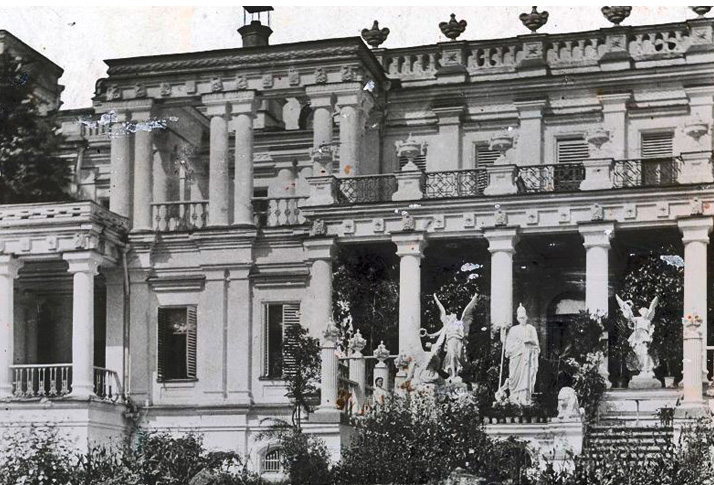
На дореволюционной фотографии

Все сохранившиеся постройки усадьбы и основная часть парка относятся к концу XIX века.
Людям часто слышатся звуки пианино, так как жена управляющего играла на пианино. Так же ходит легенда, что трупы находятся в подземельях и там видят женщину в чёрном, также есть дом с плана в интернете, но его нет. И в реальности его тоже нет: только овраг буквой «П». Регулярная часть парка сохранилась хорошо и состоит из липовой аллеи, ведущей от пруда, расположенного у реки Течи, до торцевой лестницы главного дома усадьбы; большой липовой аллеи (450 м.), проложенной вдоль реки, ограничивающей парк; остатков липовых аллей у торца главного дома; зелёных «беседок» из лип и куртинных посадок лип вдоль дороги, ведущей от моста к господскому дому.
Особую ценность в парке представляет спуск к реке в виде следующих друг за другом террас, оформленных насаждениями. В пойме реки Течи расположен пруд, где раньше была купальня из белого камня в романском стиле. Сейчас воды в пруду нет. Имеется также запруда от реки. Гордостью усадьбы был цветочный партер перед главным фасадом барского дома — сохранилась его планировка.
В пейзажной части парка самые старые древесные насаждения насчитывают 100—120 лет.
Главный дом представляет собой эклектичное нагромождение колонн и балконов, с интерьерами, оформленными в различных стилях (утрачены). В парке сохранились дом управляющего с мезонином, хозяйственные постройки, пилоны со скульптурами оленей. У речки имелся павильон «Арсенал», где хранились лодки.

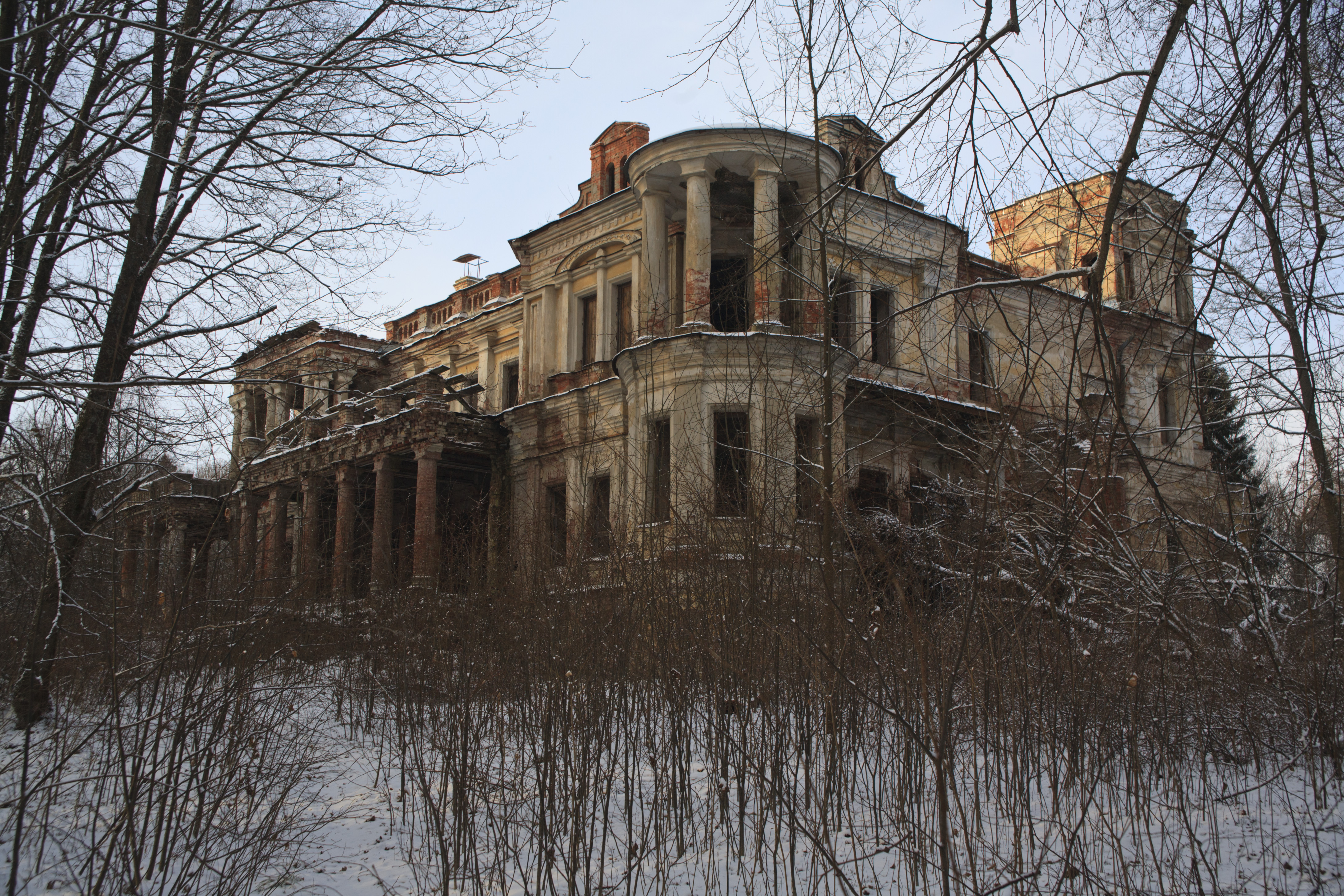
Усадьба в январе 2016 года

В имении Степановское часто бывали брат хозяина, художник Николай Ярошенко, и их племянник Борис Савинков. Стены украшали девять полотен художника, включая авторское повторение знаменитой «Курсистки». Мария Заболоцкая (1887—1976), чьё детство прошло в усадьбе Ярошенко, оставила воспоминания об укладе повседневной жизни:

«Столовая очень светлая желто-золотистая. Большие окна, и сверху ещё ряд светлых окон. Окна выходили на широкий луг. Подъезд к дому занят японским газоном. На цветники тратили по 12—15 тысяч в год. Елисавета Платоновна привозила садовников из Италии, Франции».
В усадьбе в разное время бывали А.П. Чехов, М. Горький, И.В. Цветаев, В.Ф. Комиссаржевская, артисты МХТа.

### Двадцатый век и настоящее время
После революции усадьба Степановское-Павлищево была национализирована. В 1918 году издаётся декрет Совнаркома о регистрации, приёме на учёт и охране памятников старины и искусства, находящихся во владении частных лиц, обществ, учреждений. В 1919 году из главного дома в Павлищеве были вывезены произведения живописи, которые поступили в Калужский художественный музей, открытый за год до этого. Среди реквизированных ценностей были картины художника Н. А. Ярошенко «Курсистка», «Портрет няни», «Портрет дамы с кошкой», «Портрет матери», «Портрет брата», «За чтением газеты», «Извержение Этны», «Этюд горной речки». Кроме этих картин из усадьбы в музей поступили два произведения живописи XVII века: «Кающийся Пётр» работы Чжачинто Бранди, «В таверне» работы Адреана ван Остаде. «Портрет няни» написан с учительницы Докукиной, которая работала в Павлищевской школе. Картина Н. А. Ярошенко «На качелях» (1888 г.) изображает сцену любимого народного развлечения — на Троицын день в соседней деревушке Павлищево.
В советское время усадьбу занимали санаторий и другие лечебно-профилактические заведения. В 1980-е гг. предпринимались попытки консервации состояния усадебного дома, но после сильного пожара он был заброшен и разгромлен. В 1997 г. передан в ведение областного департамента образования с целью организации школы-интерната для слабовидящих детей. Стоит в развалинах.
Находится в неудовлетворительном состоянии, на данный момент реставрируется и восстанавливается.

## Примечания

Генеалогическое древо рода Мищенко. По мужу Елизаветы Платоновны.

## В кино
- 2021 — Подольские курсанты